# 곁순환
곁순환(collateral circulation) 또는 측부순환(側副循環), 측부혈행(側副血行)은 막힌 동맥이나 정맥의 주변에서 이미 존재하는 다른 혈관이나 새롭게 생겨난 작은 혈관 등이 혈액의 공급을 대신하는 순환계를 말한다. 뇌에 존재하는 대뇌동맥고리(윌리스동맥고리)의 예처럼 이미 주변에 존재하던 다른 혈관을 통해 곁순환이 형성되기도 하며, 혹은 망막의 색전증이나 모야모야병에서의 동맥 협착 등의 예에서처럼 인접한 혈관과 연결되는 새로운 혈관 가지를 통해 곁순환이 생기기도 한다. 이때 새로운 혈관 가지가 생기는 과정을 신혈관생성(neovascularization)이라고 한다. 높은 혈관저항이나 허혈 상태와 같이 병적인 환경에서 곁순환이 만들어지는 경우도 있다.
한편 곁순환이 이로운 경우도 있는데, 그 예는 고양이의 전신성 혈전색전증이다. 혈전성 색전이 바깥엉덩동맥보다 위쪽에서 바깥엉덩동맥과 속엉덩동맥을 모두 막아버린 경우, 다리 뒤쪽으로 가는 혈류는 곁순환을 통해 보존된다. 다리로 가는 주요 혈관이 막혔더라도 곁순환을 통해 다리의 조직으로 충분한 양의 혈액이 공급되며 다리 조직을 살릴 수 있게 된다. 또한 사람의 허혈성 심질환에서는 곁순환이 발달하는데, 이를 통해 심근경색의 범위나 좌심실의 기능 저하, 부정맥의 발생 빈도 감소, 사망률 감소 를 줄여줄 수 있고, 좌심실의 기능 저하를 막 으며, 부정맥의 빈도를 감소시키고, 급사 빈도를 낮추어 사망률을 감소시킬 수 있다.